# Офбординг
Оффбординг описує процес звільнення, коли працівник залишає компанію. Процес оффбордингу може включати поетапну передачу знань від працівника, що звільняється, новому або існуючому працівнику; співбесіду при звільненні ; повернення будь-якого майна компанії; та різні процеси з боку відділу кадрів, інформаційних технологій або юридичного відділу компанії. 

## Мета
Працівник може залишити компанію шляхом звільнення, припинення трудових відносин та скорочення штатів, виходу на пенсію або з інших причин. Коли це трапляється, компанія стикається з кількома ризиками. Це може включати незавершені проєкти, втрата зв'язку з клієнтами, ризики безпеки, ризики відповідності вимогам та інші фактори.  Процес оффбордингу працівників, як правило, розроблений для зменшення ризиків та потенційних збитків у процесі звільнення.
Оффбординг часто включає зворотній зв'язок з працівником, що звільняється, щодо його досвіду в організації та можливих покращень її культури. Це вважається завершальною фазою життєвого циклу працівника, включаючи рекрутинг, адаптацію, розвиток, утримання та звільнення.  

## Кроки та робочі процеси
Оффбординг співробітників складається з численних кроків та робочих процесів.  Це може включати:
- Документування стандартних операційних процедур (СОП) та передачі знань, у тому числі списків контактів, місць зберігання файлів і записів, а також звітів про стан поточних проектів і завдань
- Видалення програмного забезпечення
- Припинення дії логінів та/або облікових записів, таких як банківські рахунки, телефони та адреси електронної пошти, з перенаправленням на нову відповідальну особу
- Повернення майна, такого як комп'ютерне обладнання та інші пристрої
- Завершення оформлення таких документів, як угоди про нерозголошення інформації, медичне та пенсійне забезпечення, угоди про неконкуренцію, податкові документи та невиплачені відшкодування, а також будь-яка документація, необхідна для дотримання вимог, особливо в законодавчо регульованих галузях.
- Видалення з веб-сайту компанії, профілів у соціальних мережах, організаційних схем та інших активних публікацій
- Повернення або знищення чутливих та охоронних предметів, таких як посвідчення особи, паркувальні талони, уніформа та картки доступу або ключі
- Співбесіди при звільненні, які можуть включати анкети та опитування, а також перегляд інформації, зібраної зацікавленими сторонами компанії, можуть бути ефективно проведені за допомогою платформи LMS [4]

## Найкращі практики
Оффбординг співробітників включає кілька найкращих практик.   Це має бути позитивний досвід як для працівника, так і для компанії. Це включатиме офіційне визнання часу, проведеного працівником у компанії, та цінності, яку він створив. Це також має бути нагодою для компаній отримати цінний зворотній зв'язок щодо покращення загального досвіду та культури співробітників, а також повноцінної та ефективної передачі знань. Поширеною практикою є сприяння передачі знань шляхом створення документації як постійної частини досвіду кожного співробітника від моменту його працевлаштування до моменту звільнення. Це включає постійне створення та оновлення СОП. Припинення трудових відносин на найкращих можливих умовах робить можливим постійне спілкування. Це може бути корисним для працівника, якому можуть знадобитися рекомендації для подальшого працевлаштування або копії документів. Це також може бути корисним для компанії, коли знання не передаються повністю, і необхідні подальші дії.
Документація під час оффбордингу працівників зменшить потенційні проблеми. Окрім чинних стандартних операційних процедур, роботодавець повинен запросити та отримати офіційну заяву про звільнення. Роботодавець також повинен надати працівнику документи, такі як довідка про виплати, податкові документи, останню зарплатну квитанцію та остаточний звіт про зароблений дохід.
Мережеві адміністратори, менеджери з персоналу, керівники відділів та інші особи, відповідальні за різні аспекти процесу оффбордингу співробітників, повинні бути повідомлені разом із чіткими наступними кроками. Це може включати закриття облікових записів, зміну логінів та інші заходи безпеки. Документи, що зберігаються локально або в хмарі, слід передати новим зацікавленим сторонам.
Під час прощальної співбесіди слід задокументувати чіткі та точні причини звільнення та зберегти їх для подальшого використання. Якщо працівник звільнився на хороших умовах, то слід чітко пояснити, що можливість повернення в майбутньому є цілком імовірною.